# Aerodramus infuscatus
Aerodramus infuscatus (лат.) — вид птиц семейства стрижиных.

## Описание
Маленький стриж с длиной тела 10 см. У номинативного подвида A. i. infuscatus Оперение сверху равномерное тёмно-серое, полоса по надхвостью почти незаметна, снизу — бледно-коричневое. На перьях надхвостья заметные ярко-белые бозодки. У подвида A. i. sororum оперение сверху равномерное чёрно-коричневое, равномерное, может быть светлее или серее. По надхвостью проходит серо-белая полоса шириной 6-7 мм. Оперение снизу серебристо-серое с бледно-коричневым горлом. У подвидов A. i. ceramensis и A. i. sororum полоса по надхвостью заметнее и шире, чем у номинативного. Крылья широкие, вторичные маховые перья слегка выгнутые. Хвост вильчатый.
От Aerodramus vanikorensis, обитающего на той же территории, отличаются большим количеством перьев на лапах и более светлым оперением снизу.
Нет информации о том, способен ли вид к эхолокации.

## Распространение
Номинативный подвид обитает на островах Сангир и Сиау севернее Сулавеси, а также острова Тернате, Хальмахера, Моротай, Бачан и Оби в северной части Молуккских островов. Птицы ведут оседлый образ жизни. На острове Сангир высота над уровнем моря может достигать 1200 метров. Птицы довольно распространены, в особенности в окрестностях вулкана Аву, хотя на низких высотах встречаются реже. 
A. i. infuscatus и A. i. ceramensis обитают в северной и южной части Молуккских островов и их ареалы могут пересекаться, в то время как A. i. sororum обитает на только острове Сулавеси ( в центральной, южной и юго-восточной частях острова).  Высота над уровнем моря для этого подвида варьирует от 50 до 2500 метров. Птиц можно встретить на территории национальных парков Богани Нани Вартабон и Лоре-Линду. Птицы ведут оседлый образ жизни.
Международный союз охраны природы оценивает общую площадь ареала в 931 000 км², птицы обитают только на территории Индонезии. Международный союз охраны природы относит Aerodramus infuscatus к видам, под наименьшей угрозой.

## Питание
Птицы питаются летающими насекомыми. По наблюдениям на острове Сангир, в отличие от Collocalia esculenta, ведущей охоту между деревьями, данный вид предпочитает питаться над куполом леса.

## Размножение
Предположительно, птицы крепят гнездо, сделанное из растительных материалов, к стене пещеры.

## Систематика
Вид впервые был описан итальянским орнитологом Томмазо Сальвадори в 1880 году на основе экземпляра, полученного на острове Тернате в северной части Молуккских островов. В разное время к родственным таксонам относили ласточковую салангану (Aerodramus hirundinaceus), Aerodramus terraereginae, Aerodramus mearnsi и Aerodramus spodiopygius. С последней некоторые учёные продолжают считать его конспецифичным. Aerodramus infuscatus помещали в Aerodramus francicus или Aerodramus vanikorensis. В 2007 году два подвида Aerodramus infuscatus были выделены в отдельные виды. Решение в пользу такого деления было основано на заметных различиях у представителей этих таксонов, однако позже эти различия посчитали несущественными и снова объединили таксоны в один вид.
В настоящее время Международный союз орнитологов относит Aerodramus infuscatus к роду Aerodramus семейства стрижиных и выделяет три подвида:
- Aerodramus infuscatus infuscatus (Salvadori, 1880)
- Aerodramus infuscatus sororum (Stresemann, 1931)
- Aerodramus infuscatus ceramensis (van Oort, 1911)